# Léon Barry
Léon Barry, né à Aubenas (Ardèche) le 15 septembre 1878 et mort à Magagnosc (Alpes-Maritimes) le 17 mars 1913, est un écrivain et égyptologue français.

## Biographie
Né dans une famille bourgeoise aisée et catholique, Léon Barry reçoit chez lui, puis chez les Jésuites de Mongré une éducation classique qui n'admet pas le penchant libéral de ses pensées. 
Il continue ses études jusqu'à Normale supérieure (promotion 1901) rencontrant un milieu plus épanouissant. Un an après, il est attaché à l'École française du Caire.
À l'âge de 20 ans, la tuberculose qui l'emportera est diagnostiquée.
En 1905, Maspero présente devant l'Académie des inscriptions et belles-lettres un mémoire sur un papyrus grec contenant une pétition des fermiers de Soknopaiou Nésol au stratège. Ce mémoire est destiné à être publié.
Égyptologue, lié à Gaston Maspero, il participe aux travaux de l'École du Caire.

## Œuvres

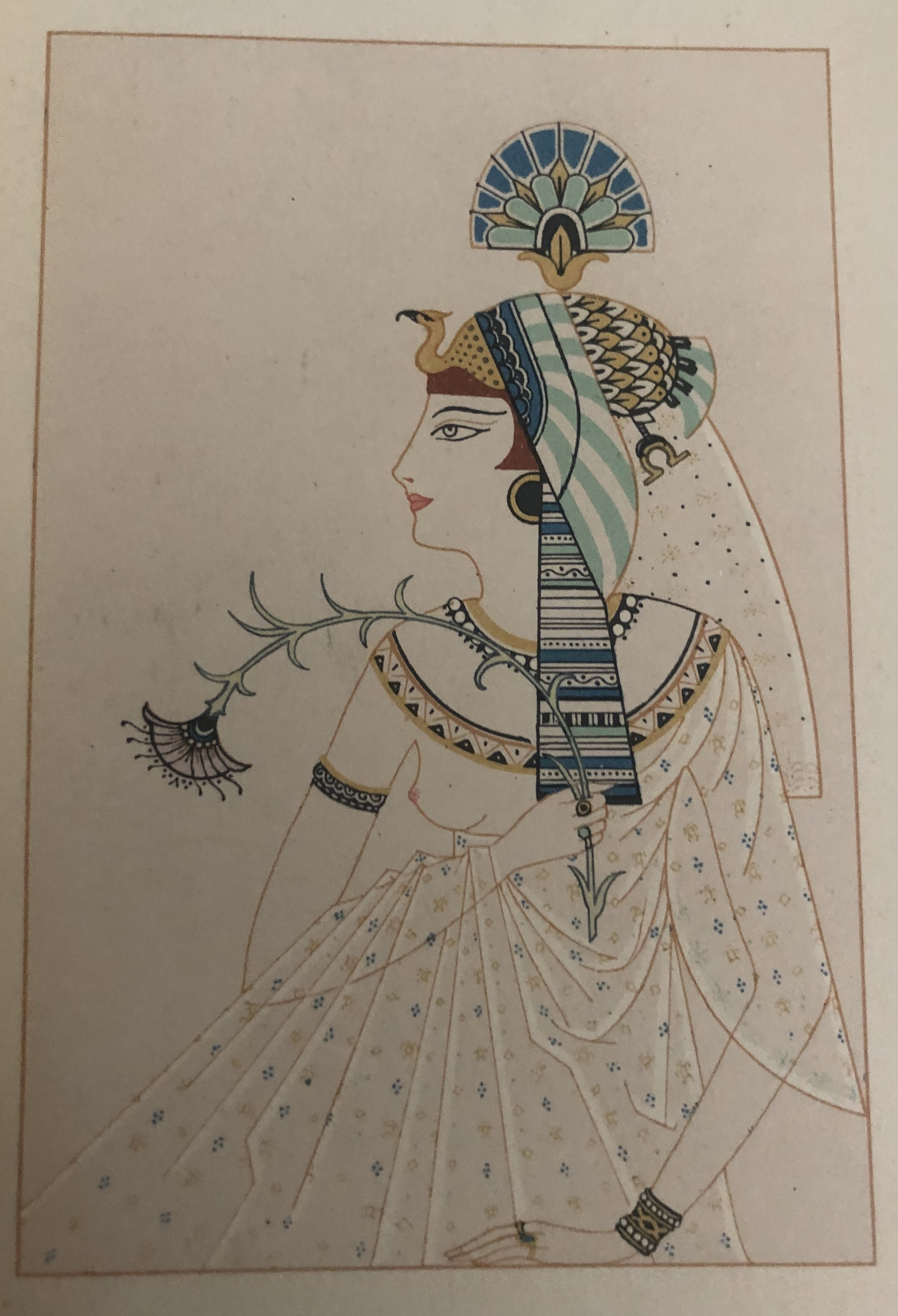
Illustration du roman La dernière épousée d'Ammon de Léon Barry.

- Amicitiae Sacrum, en 1908 (dédié à Madame Maspero[3]).
- Le Voyage d'Hélène et autres nouvelles, en 1910.
- Au-delà du Bonheur, roman, en 1912, Édition A. Lemerre, 396 p.
- La dernière épousée d'Ammon, L'édition d'Art[4].
- L'Aïeul, éditions du Pigeonnier, 1928, Préface de Gaston Riou.

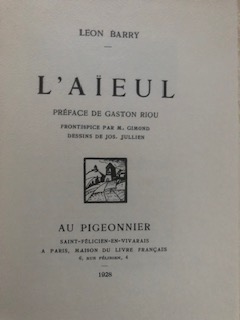
Roman de Léon Barry.

- Louison.